# 飛鳥了
飞鸟了（日语：／ Ryo Asuka），是永井豪所製作的日本漫画《恶魔人》系列中的主要对立角色。
飞鸟了是一位堕天使，因反抗上帝而被逐出天国，祂降下凡间后成为恶魔的领袖，并引导祂们与上帝及天使们作战。在漫画中，祂指责人类破坏了地球，将地球从一个肥沃且未受污染的星球变成一个充满污秽的世界，但在企图灭世的同时祂爱上了一个人类男孩不动明。祂为此化身为一个名叫飞鸟了的人类，接近不动明的身边并成为朋友。祂为了让不动明能在人类灭绝后仍继续生存下去，于是祂献祭了自己最强大的恶魔战士“安蒙”，让其与不动明融为一体进化成为“恶魔人”。祂在漫画的第一章中以飞鸟了博士的身份出现，但祂的真实面貌在最终章才得以揭晓。

## 角色塑造
《恶魔人》动画导演汤浅政明在放映会上透露，关于Crybaby的角色设计，他想让飞鸟了和不动明都显得更“酷”一些。他将不动明描述为“自始至终拥有坚定不移的决心”，以更好地与飞鸟了的复杂性格形成对比。汤浅表示：“自从看了《恶魔人》原著漫画后，他也想探索不动明、飞鸟了和牧村美树之间的三角恋情；这段三角恋可以通过飞鸟了的视角来展现，因为飞鸟起初未察觉到不动明对祂很重要，但随着故事的发展，祂开始为祂的朋友不动明寻找感情。”虽然不动明的角色在漫画系列情节中保持一致，但汤浅想将他与飞鸟了进行比照，根据二人的关系来推进故事发展，他认为在这个新版本中尤为重要。
汤浅在与制作方的谈话中回忆起自己年轻时就读过永井的漫画，当时他对不动明最终死于飞鸟了之手以及飞鸟哀悼他的死亡这一幕感到非常惊讶。他还谈到牧村美树的死亡场景也是他想在他的系列中着重展示的场景之一。汤浅将飞鸟与不动两人的形象描述为：“不动明是一个爱哭鬼，但最后他却能够让冷酷的飞鸟也为其流泪。”

## 社会评价
SNK的艺术家诺娜声称，虽然她认为飞鸟了与不动明的暧昧纠葛以及关于恶魔的长篇论述导致漫画的开头显得薄弱，但她也称赞该作品的处理方式与其他类型的格斗漫画系列不同，尤其是主角最后的可怕命运。
《动漫评论》认为永井豪表达了一个男人在成长过程中但仍保持善良自我的乐观品质。虽然飞鸟了和不动明的关系没有得到充分探讨，但评论认为他们之间存在一种对读者来说很有趣的类似同性恋的紧张互动。
动画新闻网的评论家批评了飞鸟了与不动明二者的关系，因为飞鸟了的性格和计划是如此的异常，而不动明却从未反对过他。该网站评论员玛尼娅认为《恶魔人 Crybaby》的故事缺乏一个真正的理想结局，因为作品中以飞鸟了面对不动明的死亡结尾，这与漫画原著的结局十分类似缺乏新颖。
Kotaku表示很欣赏飞鸟与不动明之间的亲密关系，故事中飞鸟了是如何一步步发现祂对不动明的感情，以及在最后一幕中当飞鸟意识到自己杀了他时终于感到悲伤，这一点在动画剧情中得到了进一步的升华，而这个场景在漫画原著中并没有体现。血腥恶心网则称飞鸟了是个令人喜爱的神秘角色，祂作为故事的幕后反派直到其假装向世界揭示恶魔的存在时，才展露出祂煽动社会恐慌使人类自乱的真正阴谋，这也令故事的悲剧色彩显得格外浓厚。

## 角色饰演
- 水島裕在《恶魔人 诞生编·妖鳥死麗濡编（日语：デビルマン#誕生編・妖鳥死麗濡編）》中担任飞鸟了博士的声优。
- 关智一在《AMON 恶魔人默示录（日语：デビルマン#AMON デビルマン黙示録）》为飞鸟了配音。
- 嶋村薫（日语：嶋村カオル）在衍生作《女恶魔人》中担任飞鸟的声优，飞鸟在该版中被改名为飞鸟兰。
- 村濑步在《恶魔人 Crybaby》中为飞鸟了这一角色配音，该作品与漫画原著的剧情较为接近。